# Maria Ikelap
Maria Ikelap   (Weno, 4 de gener de 1987) és una atleta de pista i camp micronèsia que competeix internacionalment pels Estats Federats de Micronèsia.
Ikelap va representar els Estats Federats de Micronèsia en els Jocs Olímpics d'Estiu de 2008 a Pequín. Va competir en la cursa de 100 metres llisos femení i va quedar vuitena en la seva sèrie sense avançar a la segona ronda. Va córrer la distància en un temps de 13,73 segons.